# Liga Muçulmana do Paquistão-N
A Liga Muçulmana do Paquistão (LMP-N) (inglês: Pakistan Muslim League (N); urdu: پاکستان مسلم لیگ ن) é um partido político do Paquistão. A Liga é um dos vários descendentes da antiga Liga Muçulmana no espectro político do Paquistão, partido fundamental para a criação do estado paquistanês. A LMP-N foi fundada em 1993, por decisão de Nawaz Sharif, que decidiu unificar diversos partidos conservadores no novo partido, após ter sido demitido do cargo de primeiro-ministro, mas as suas origens remontam a 1985, quando o então primeiro-ministro Muhammad Khan Junejo decidiu juntar os apoiantes do regime liderado por Muhammad Zia-ul-Haq num partido.
A Liga é o maior partido de centro-direita no Paquistão, sendo um partido conservador, defensor do liberalismo económico e uma sociedade igualitária.

## Resultados eleitorais

### Eleições legislativas
| Data | CI. | Votos      | %            | +/-  | Deputados | +/- | Status   |
| ---- | --- | ---------- | ------------ | ---- | --------- | --- | -------- |
| 1988 | 2.º | 5 908 741  | 30,2 / 100,0 |      | 56 / 207  |     | Oposição |
| 1990 | 1.º | 7 908 513  | 37,4 / 100,0 | 7,2  | 106 / 207 | 50  | Governo  |
| 1993 | 1.º | 7 980 229  | 39,9 / 100,0 | 2,2  | 73 / 207  | 33  | Oposição |
| 1997 | 1.º | 8 751 793  | 45,9 / 100,0 | 6,0  | 137 / 207 | 64  | Governo  |
| 2002 | 4.º | 2 790 747  | 9,4 / 100,0  | 36,5 | 19 / 342  | 118 | Oposição |
| 2008 | 3.º | 6 805 324  | 19,7 / 100,0 | 10,3 | 89 / 342  | 70  | Oposição |
| 2013 | 1.º | 14 874 104 | 32,8 / 100,0 | 13,1 | 166 / 342 | 77  | Governo  |
| 2018 | 2.º | 12 930 117 | 24,4 / 100,0 | 8,4  | 82 / 342  | 84  | Oposição |